# Российская генеалогия
«Российская генеалогия» (полное название: «Российская генеалогия: научный альманах») — периодическое научное издание в области генеалогии и истории России. Основано в 2016 году. Периодичность выхода — 4 раз в год. Учредитель: Российское общество историков-архивистов. Индексируется в РИНЦ.

## История альманаха
Альманах создан решением Правления Российского общества историков-архивистов 27 июня 2016 г. для публикации больших по объему материалов по российской генеалогии (статей, публикаций источников, справочных материалов), которые не могут позволить себе другие периодические издания. Выпуск альманаха проводит Издательство «Старая Басманная», а РОИА осуществляет научно-методическое руководство. В 2024 г. альманах был зарегистрирован как средство массовой информации. Первоначально альманах выходил под грифом Генеалогической ассоциации РОИА, а с 2024 г. — под грифом Российского общества историков-архивистов в целом. В 2016-2017 гг. альманах издавался один раз в год, в 2018-2023 гг. — два раза в год, а начиная с 2024 г. — четыре раза в год.
В альманахе регулярно публикуются исследовательские статьи ведущих специалистов в области русской истории и генеалогии, обширные справочные материалы и исторические источники. Среди авторов альманаха: д.и.н. В. А. Аракчеев, к.и.н. М. Р. Белоусов, к.и.н. А. В. Кузьмин, к.и.н. А. В. Лаврентьев, к.и.н. Б. Н. Морозов, д.и.н., профессор А. П. Павлов, к.и.н. Ю. Д. Рыков, д.филол.н., профессор, член-корреспондент РАН Ф. Б. Успенский и другие известные исследователи.
Особенно значительны публикации в альманахе источников по русской истории допетровского периода. Среди них  многочисленные боярские списки, боярские книги, десятни, списки дворян и детей боярских. Наиболее важной стала публикация всего комплекса сохранившихся родословных росписей дворянских родов, поданных в конце XVII века в Палату родословных дел (более 530 росписей). Объем некоторых публикаций превышает 10 авторских листов.

## Редакционная коллегия
Главный редактор альманаха: д.и.н. А. В. Матисон. В состав редколлегии входят: к.и.н., доцент А. Н. Акиньшин, д.и.н. А. В. Беляков, к.и.н. М. Ю. Катин-Ярцев, д.и.н., профессор В. Н. Козляков, к.и.н., доцент Е. В. Пчелов, к.и.н. Д. Н. Шилов, д.и.н., доцент И. Н. Юркин .

## Отзывы
Создатели «Альманаха» с самого начала задумывали основательный журнал, посвященный серьезным научным исследованиям, описанию и публикации критических текстовых изданий источников, следуя уникальной традиции «Археографического ежегодника». Их новый журнал, появившийся в 2016 году по инициативе Правления Российского общества историков-архивистов, должен был стать совершенно иным, чем другие журналы по генеалогии, выходившие до него, и продолжением лучших российских традиций источниковедения.Расселл Е. Мартин, профессор Вестминстерского колледжа (США)
Применение актуальных в научно-практическом отношении методов исторического исследования в целом существенно обогащает содержание опубликованных в альманахе статей. Помимо широко распространенного исторического (ретроспективного) метода, являющегося обязательным инструментом генеалогических исследований, и сравнительно-исторического метода авторы убедительно продемонстрировали познавательные возможности других эффективных методов данного типа.Г. Н. Ланской, д.и.н., профессор Российского государственного гуманитарного университета)
Впечатляет присутствие постраничных и сквозных ссылок и именного указателя, необходимых в таком издании и слишком часто отсутствующих в некоторых генеалогических публикациях. В конце статьи приводится общий список литературы, очень удобный для оценки данной статьи в контексте русской историографии.Д. М. Шаховской, профессор Свято-Сергиевского богословского института (Франция)
Образцовое археографическое исполнение органично сочетается с глубоким научным анализом, источниковой и исследовательской составляющими.М. С. Черкасова, д.и.н., профессор Вологодского государственного университета